# Durniewo (rejon kurski)
Durniewo (ros. Дурнево) – wieś (ros. деревня, trb. dieriewnia) w zachodniej Rosji, w sielsowiecie klukwinskim rejonu kurskiego w obwodzie kurskim.

## Geografia
Miejscowość położona jest nad Sejmem (lewy dopływ Desny), 1 km od centrum administracyjnego sielsowietu (Dołgoje), 9 km na wschód od centrum administracyjnego rejonu (Kursk), 1,5 km od drogi federalnej R-298 (Kursk – Woroneż – R22 «Kaspij»; część europejskiej trasy E38).
We wsi znajduje się ulica Lesnaja i 167 posesji.
Klimat
Miejscowość, jak i cały rejon, znajduje się w strefie klimatu kontynentalnego z łagodnym ciepłym latem i równomiernie rozłożonymi opadami rocznymi (Dfb w klasyfikacji klimatów Köppena).
|                            | Sty  | Lut  | Mar | Kwi | Maj  | Cze  | Lip  | Sie  | Wrz  | Paź  | Lis  | Gru  |
| -------------------------- | ---- | ---- | --- | --- | ---- | ---- | ---- | ---- | ---- | ---- | ---- | ---- |
| Najwyższe temperatury (°C) | -4,2 | -3,2 | 2,7 | 13  | 19,4 | 22,7 | 25,4 | 24,7 | 18,2 | 10,5 | 3,3  | -1,3 |
| Najniższe temperatury (°C) | -8,8 | -8,9 | -5  | 2,6 | 9    | 13   | 15,8 | 14,9 | 9,7  | 3,9  | -1,3 | -5,4 |
| Opady (mm)                 | 51   | 44   | 47  | 50  | 60   | 68   | 70   | 55   | 59   | 59   | 46   | 48   |
| Ilość dni z opadami        | 8    | 8    | 8   | 7   | 8    | 9    | 9    | 6    | 7    | 7    | 7    | 8    |

## Demografia
W 2010 r. wieś zamieszkiwało 250 osób.